# Michael David Pate
Michael David Pate (* 22. Februar 1980 in Heide) ist ein deutscher Filmregisseur, Filmproduzent und Drehbuchautor.

## Leben
Pate drehte mit seinem Bruder Miguel Angelo Pate seit 1995 private bzw. kleinere Filme und brachte sich hiermit das Filmhandwerk autodidaktisch bei. 2010 gründete er mit Jens Krogmann den Verein Projekt Kino e. V. zur Förderung des regionalen Filmnachwuchses und unterstützte seit 2005 Filmproduktionen als Autor, Co-Autor, Drehbuchberater, Kleindarsteller, Übersetzer, Double oder 2nd Unit Regisseur.
Im Zuge der Arbeit an seinem Regiedebüt Gefällt mir gründete Pate gemeinsam mit Hauke Schlichting die Produktions- und Verleihfirma Take 25 Pictures. Der Film erhielt Aufmerksamkeit durch die Presse und wurde auf Filmfestivals vorgeführt, ehe er im Oktober 2014 auf über 100 deutschen Leinwänden spielte. In den Hauptrollen waren Tobias Schenke und Isabella Vinet zu sehen. Gefällt mir ist der erste Thriller, der Social Media interaktiv ins Filmgeschehen einbaute.
Größere Bekanntheit erlangte Pate 2015 mit Kartoffelsalat – Nicht fragen!, dem ersten Kinofilm mit YouTubern in den Hauptrollen, darunter Torge Oelrich, Bianca Heinicke, Simon Desue, Y-Titty, Shirin David oder Dagi Bee, ebenso in weiteren Rollen Otto Waalkes, Martin Schneider, Wolfgang Bahro und Jenny Elvers. Die Herstellung sowie die Vermarktung des Films geschahen wie beim Vorgänger komplett unabhängig (independent), das heißt ohne jegliche Fördermittel oder einen großen Verleih als Independent-Film. Dennoch wurde er im deutschsprachigen Raum in ca. 500 Kinos ausgewertet und spielte mit knapp 500.000 Zuschauern über 3,4 Millionen Euro ein.
2016 drehte Pate eine Doku-Pilotfolge für Die Wracktaucher, die auf DMAX ausgestrahlt wurde. Aufgrund der Zuschauerquote wurde er mit einer Staffel beauftragt. Ebenso fungierte er in der Produktion des Dramas Das Letzte Mahl, mit u. a. Bela B. Felsenheimer und Michael Degen in tragenden Rollen, neben u. a. Ralf Möller als Co-Produzent sowie als Regieassistent an der Seite von Regisseur und Freund Florian Frerichs.
2017 drehte Pate den Kinofilm Heilstätten (20th Century Fox) unter der Produktion von Till Schmerbeck. Das Drehbuch schrieb Pate nach einer Vorlage von Ecki Ziedrich. Heilstätten war der bis dahin erste reine deutsche Horror-Genrefilm, der staatliche Filmförderung erhielt, und startete am 22. Februar 2018 in den deutschen Kinos. In den Hauptrollen Sonja Gerhardt, Tim Oliver Schultz, Nilam Farooq, Lisa-Marie Koroll, Timmi Trinks und Emilio Moutaoukkil. 2019 lief der Film in rund 60 Ländern weltweit und setzte sich vor allem in Lateinamerika bis in die „Top 5“ durch.
2018 begann Pate, einige seiner Drehbücher als Romane bei Amazon Kindle zu veröffentlichen. Bis heute veröffentlicht er nebenbei Romane, hauptsächlich als Ghostwriter.
2019 drehte Pate Kartoffelsalat 3 – Das Musical (Kinostart am 30. Januar 2020) und holte mit seiner Independent-Firma Take 25 Pictures erneut überwiegend Influencer vor die Kamera, diesmal mit Fokus auf Gesang. So spielten unter anderem Jasmin Wagner, Lea Mirzanli und Nicole Cross einige der Hauptrollen. In weiteren Rollen waren Jens Knossalla, Katy Karrenbauer und Martin Semmelrogge zu sehen.
2021 drehte er das Liebesdrama Soul Strip mit Erkan Acar, Gizem Emre und Vladimir Burlakov in den Hauptrollen. 2020–21 schrieb Pate gemeinsam mit Til Schweiger, seinem Bruder Miguel Angelo Pate, Carsten Vauth, Murmel Clausen und Peter Grandl das Drehbuch zu Manta Manta – Zwoter Teil, das 2022 verfilmt wurde. 2023–24 drehte er die Meta-Lovestory Make Me Feel (in Postproduktion) und schrieb zusammen mit Erkan Acar und Laura Sommer die Dramödie Ghost Bastard, die im gleichen Jahr mit Philippe Reinhardt in der Hauptrolle gedreht wurde.

## Filmografie (Auswahl)
- 2014: Gefällt mir
- 2015: Kartoffelsalat – Nicht fragen!
- 2016–2017: Die Wracktaucher (Doku-Soap, 5 Folgen)
- 2017: Heilstätten
- 2020: Kartoffelsalat 3 – Das Musical
- 2021: Soul Strip
- 2023: Manta Manta – Zwoter Teil
- 2023–2025: Make Me Feel

## Romane
- 2018: Wenn die Hölle zufriert
- 2018: Wo ist Lilly?
- 2018: Wer klopft?
- 2018: Mein Brieffreund, der Mörder
- 2019: Das Grab der Untreuen
- 2019: Zimmer 274